# Správní obvod obce s rozšířenou působností Soběslav
Správní obvod obce s rozšířenou působností Soběslav je od 1. ledna 2003 jedním ze dvou správních obvodů rozšířené působnosti obcí v okrese Tábor v Jihočeském kraji. Čítá 31 obcí.
Města Soběslav a Veselí nad Lužnicí jsou obcemi s pověřeným obecním úřadem.

## Seznam obcí
Poznámka: Města jsou vyznačena tučně.
- Borkovice
- Budislav
- Dírná
- Drahov
- Dráchov
- Hlavatce
- Chotěmice
- Katov
- Klenovice
- Komárov
- Mažice
- Mezná
- Myslkovice
- Přehořov
- Roudná
- Řípec
- Sedlečko u Soběslavě
- Skalice
- Soběslav
- Sviny
- Třebějice
- Tučapy
- Val
- Vesce
- Veselí nad Lužnicí
- Vlastiboř
- Vlkov
- Zálší
- Zlukov
- Zvěrotice
- Žíšov

## Obyvatelstvo
| Rok  | Obyv.  | ± %    |
| ---- | ------ | ------ |
| 1869 | 21 968 | —      |
| 1880 | 22 860 | +4,1 % |
| 1890 | 22 433 | −1,9 % |
| 1900 | 22 623 | +0,8 % |
| 1910 | 23 286 | +2,9 % |

| Rok  | Obyv.  | ± %     |
| ---- | ------ | ------- |
| 1921 | 23 310 | +0,1 %  |
| 1930 | 23 229 | −0,3 %  |
| 1950 | 20 256 | −12,8 % |
| 1961 | 22 127 | +9,2 %  |
| 1970 | 21 376 | −3,4 %  |

| Rok  | Obyv.  | ± %    |
| ---- | ------ | ------ |
| 1980 | 22 357 | +4,6 % |
| 1991 | 22 081 | −1,2 % |
| 2001 | 22 020 | −0,3 % |
| 2011 | 21 779 | −1,1 % |
| 2021 | 21 554 | −1 %   |